# Marokkaans olympisch voetbalelftal (mannen)
Het Marokkaans olympisch voetbalelftal, is het Marokkaans voetbalelftal dat het land vertegenwoordigd op o.a het Afrikaans kampioenschap voetbal onder 23 en de Olympische Spelen.

## Olympische Zomerspelen
| Jaar   | Spelen | Gaststad       | Ronde               |
| ------ | ------ | -------------- | ------------------- |
| 1960   | XVII   | Rome           | Niet gekwalificeerd |
| 1964   | XVIII  | Tokio          | Groepsfase          |
| 1968   | XIX    | Mexico-Stad    | Niet gekwalificeerd |
| 1972   | XX     | München        | Tussenronde         |
| 1976   | XXI    | Montreal       | Niet gekwalificeerd |
| 1980   | XXII   | Moskou         | Niet gekwalificeerd |
| 1984   | XXIII  | Los Angeles    | Groepsfase          |
| 1988   | XXIV   | Seoel          | Niet gekwalificeerd |
| 1992   | XXV    | Barcelona      | Groepsfase          |
| 1996   | XXVI   | Atlanta        | Niet gekwalificeerd |
| 2000   | XXVII  | Sydney         | Groepsfase          |
| 2004   | XXVIII | Athene         | Groepsfase          |
| 2008   | XXIX   | Peking         | Niet gekwalificeerd |
| 2012   | XXX    | Londen         | Groepsfase          |
| 2016   | XXXI   | Rio de Janeiro | Niet gekwalificeerd |
| 2020   | XXXII  | Tokio          | Niet gekwalificeerd |
| 2024   | XXXIII | Parijs         | Derde plaats        |
| Totaal |        |                | 8/28                |

## Afrika Cup onder 23
| Afrikaans kampioenschap voetbal onder 23 | Afrikaans kampioenschap voetbal onder 23 | Afrikaans kampioenschap voetbal onder 23 | Afrikaans kampioenschap voetbal onder 23 | Afrikaans kampioenschap voetbal onder 23 | Afrikaans kampioenschap voetbal onder 23 | Afrikaans kampioenschap voetbal onder 23 | Afrikaans kampioenschap voetbal onder 23 | Afrikaans kampioenschap voetbal onder 23 |  |
| Optredens: 2 / 4                         | Optredens: 2 / 4                         | Optredens: 2 / 4                         | Optredens: 2 / 4                         | Optredens: 2 / 4                         | Optredens: 2 / 4                         | Optredens: 2 / 4                         | Optredens: 2 / 4                         | Optredens: 2 / 4                         |  |
| Jaar                                     | Ronde                                    | Plek                                     | Wed.                                     | W                                        | D                                        | L                                        | DV                                       | DT                                       |  |
| ---------------------------------------- | ---------------------------------------- | ---------------------------------------- | ---------------------------------------- | ---------------------------------------- | ---------------------------------------- | ---------------------------------------- | ---------------------------------------- | ---------------------------------------- |  |
| Marokko 2011                             | Finale                                   | 2e                                       | 5                                        | 3                                        | 0                                        | 2                                        | 6                                        | 5                                        |  |
| Senegal 2015                             | Niet Gekwalificeerd                      | Niet Gekwalificeerd                      | Niet Gekwalificeerd                      | Niet Gekwalificeerd                      | Niet Gekwalificeerd                      | Niet Gekwalificeerd                      | Niet Gekwalificeerd                      | Niet Gekwalificeerd                      |  |
| Egypte 2019                              | Niet Gekwalificeerd                      | Niet Gekwalificeerd                      | Niet Gekwalificeerd                      | Niet Gekwalificeerd                      | Niet Gekwalificeerd                      | Niet Gekwalificeerd                      | Niet Gekwalificeerd                      | Niet Gekwalificeerd                      |  |
| Marokko 2023                             | Finale                                   | 1e                                       | 5                                        | 4                                        | 1                                        | 0                                        | 12                                       | 5                                        |  |
| Totaal                                   | -                                        | –                                        | 10                                       | 7                                        | 1                                        | 2                                        | 18                                       | 10                                       |  |

## Sinds 1992: Marokkaans elftal onder 23
Sinds de kwalificatie voor de Olympische Spelen 1992 geldt voor mannen dat ze maximaal 23 jaar mogen zijn (met 1 januari van het olympisch jaar als peildatum). In 2004 werd op een haar na de kwarfinales gemist, omdat Costa Rica eenzelfde puntenaantal en doelsaldo had, maar een doelpunt meer had gescoord. Op het Afrikaans kampioenschap onder 23 in 2011 werd met een tweede plaats kwalificatie voor de Olympische Spelen in Londen afgedwongen. Onder leiding van Pim Verbeek werd op de Spelen zelf de eerste ronde echter niet overleefd.